# マハリ・ジャスリ
マハリ・ジャスリ（マレー語: Mahali Jasuli、1989年4月2日 - ）は、マレーシアのサッカー選手。元マレーシア代表。ポジションはDFもしくはMF。

## クラブ歴
ハリマウ・ムダAではSリーグに参戦し、2012シーズンは主将を務めた。同年のリーグは4位で終えた。
2013シーズンはセランゴールFAに移籍、3月9日のジョホール・ダルル・タクジムFC戦で初得点を挙げた。2014シーズンにジョホール・ダルル・タクジムFCに移籍した。

## 代表歴
2009年に代表初出場を果たした。
2010年10月にはラヤゴパル・クリシュナサミ監督から2010 AFFスズキカップのメンバーに招集された。グループステージ最終戦のラオス代表戦で初得点を挙げ、同国の初優勝に貢献した。
2012 AFFスズキカップの際にも招集され、第3試合のインドネシア代表戦で初得点を挙げた。準決勝でタイ代表に敗れてしまったマレーシア代表であるが、彼はこの大会で好調なパフォーマンスを見せた。

## プレースタイル
マレーシア代表としても定番のメンバーの一人で、識者からは東南アジア有数の才能を持っている選手とされている。前方への積極性やクロスの能力に秀でており、本職はサイドバックながらその攻撃力で知られている。最も注目を集めたのは2009年で、マンチェスター・ユナイテッドFCと対戦した時であった。

## 個人
彼はインドネシアをその出自に持つ。彼の祖母は東ジャワ州グレシク県の出身である。

## 個人成績

### 代表
主要大会での経歴
| 大会                                | 出場 | 得点 | 結果                 |
| U-23                                | U-23 | U-23 | U-23                 |
| ----------------------------------- | ---- | ---- | -------------------- |
| 2009年東南アジア競技大会            | 0    | 0    | 優勝                 |
| 2010年アジア競技大会                | 3    | 0    | ベスト16             |
| 2011年東南アジア競技大会            | 5    | 0    | 優勝                 |
| ロンドンオリンピックアジア予選      | 8    | 1    | 第3ラウンド          |
| A代表                               |      |      |                      |
| AFCアジアカップ2011予選             | 1    | 0    | グループステージ敗退 |
| 2010 AFFスズキカップ                | 5    | 1    | 優勝                 |
| 2014 FIFAワールドカップ・アジア予選 | 3    | 0    | 2次予選敗退          |
| 2012 AFFスズキカップ                | 4    | 1    | 準決勝敗退           |
| AFCアジアカップ2015予選             | 2    | 0    | グループステージ敗退 |

代表での得点一覧
| #     | 日附           | 場所                                                                   | 対戦相手     | 得点 | 結果 | 大会                           |
| U-23  | U-23           | U-23                                                                   | U-23         | U-23 | U-23 | U-23                           |
| ----- | -------------- | ---------------------------------------------------------------------- | ------------ | ---- | ---- | ------------------------------ |
| 1.    | 2011年11月27日 | ブキット・ジャリル・ブキット・ジャリル国立競技場                       | バーレーン   | 2-0  | 2–3  | ロンドンオリンピックアジア予選 |
| A代表 |                |                                                                        |              |      |      |                                |
| 1.    | 2010年12月7日  | パレンバン・ゲロラ・ブン・カルノ・スタジアム                           | ラオス       | 5–1  | 5–1  | 2010 AFFスズキカップ           |
| 2.    | 2012年12月1日  | ブキット・ジャリル・ブキット・ジャリル国立競技場                       | インドネシア | 2–0  | 2–0  | 2012 AFFスズキカップ           |
| 3.    | 2017年6月13日  | ジョホールバル・タン・スリ・ダト・ハジ・ハッサン・ユーヌス・スタジアム | レバノン     | 1–0  | 1–2  | AFCアジアカップ2019 3次予選    |

### マレーシアリーグXI
出場試合一覧
| # | 日附          | 場所                                             | 監督                       | 対戦相手                       | 結果    | 得点 |
| - | ------------- | ------------------------------------------------ | -------------------------- | ------------------------------ | ------- | ---- |
| 1 | 2009年7月18日 | ブキット・ジャリル・ブキット・ジャリル国立競技場 | ラヤゴパル・クリシュナサミ | マンチェスター・ユナイテッドFC | 2–3 (L) |      |
| 2 | 2009年7月20日 | ブキット・ジャリル・ブキット・ジャリル国立競技場 | ラヤゴパル・クリシュナサミ | マンチェスター・ユナイテッドFC | 0–2 (L) |      |
| 3 | 2011年7月13日 | ブキット・ジャリル・ブキット・ジャリル国立競技場 | ラヤゴパル・クリシュナサミ | アーセナルFC                   | 0–4 (L) |      |
| 4 | 2011年7月16日 | ブキット・ジャリル・ブキット・ジャリル国立競技場 | ラヤゴパル・クリシュナサミ | リヴァプールFC                 | 3–6 (L) |      |
| 5 | 2011年7月21日 | ブキット・ジャリル・ブキット・ジャリル国立競技場 | オン・キム・スウィー       | チェルシーFC                   | 0–1 (L) |      |
| 6 | 2012年7月24日 | ブキット・ジャリル・ブキット・ジャリル国立競技場 | ラヤゴパル・クリシュナサミ | アーセナルFC                   | 1–2 (L) |      |
| 7 | 2012年7月30日 | ブキット・ジャリル・ブキット・ジャリル国立競技場 | ラヤゴパル・クリシュナサミ | マンチェスター・ユナイテッドFC | 1–3 (L) |      |

## タイトル

### クラブ
ジョホール・ダルル・タクジムFC
- マレーシア・スーパーリーグ: 2014, 2015, 2016, 2017, 2018
- マレーシアカップ: 2017
- ピアラFAマレーシア: 2016
- スルタン・ハジ・アハマド・シャー・カップ: 2015
- AFCカップ: 2015

### 代表
- 東南アジアサッカー選手権: 2010

準優勝: 2014
- 東南アジア競技大会: 2009, 2011

### 個人
- Goal.comアジアベストイレブン: 2012年11月[7][8]